# Campeonato Mundial de Esgrima de 1969
El XXXVI Campeonato Mundial de Esgrima se celebró en La Habana (Cuba) entre el 30 de septiembre y el 12 de octubre de 1969 bajo la organización de la Federación Internacional de Esgrima (FIE) y la Federación Cubana de Esgrima.

## Medallistas

### Masculino
| Evento              | Oro                                                                                      | Plata                                                                                              | Bronce                                                                                    |
| ------------------- | ---------------------------------------------------------------------------------------- | -------------------------------------------------------------------------------------------------- | ----------------------------------------------------------------------------------------- |
| Florete individual  | Friedrich Wessel RFA                                                                     | Vasili Stankovich URSS                                                                             | Ryszard Parulski · Polonia                                                                |
| Florete por equipos | Viktor Putiatin Yuri Sharov Alexandr Romankov Vasili Stankovich Guerman Sveshnikov URSS  | Ryszard Parulski · Lech Koziejowski · Jerzy Kaczmarek · Marek Dąbrowski · Witold Woyda · Polonia   | Ion Drîmbă Mihai Țiu Ștefan Haukler Iuliu Falb Ștefan Ardeleanu Rumania                   |
| Espada individual   | Bohdan Andrzejewski · Polonia                                                            | Alekséi Nikanchikov URSS                                                                           | Carl von Essen · Suecia                                                                   |
| Espada por equipos  | Alekséi Nikanchikov Grigori Kriss Serguéi Paramónov Igor Valetov Gueorgui Zazhitski URSS | Győző Kulcsár · Zoltán Nemere · Csaba Fenyvesi · Pál Schmitt · Pál Nagy · Hungría                  | Rolf Edling · Carl von Essen · Hans Jacobson · Orvar Jönsson · Lars-Erik Larsson · Suecia |
| Sable individual    | Viktor Sidiak URSS                                                                       | János Kalmár · Hungría                                                                             | Péter Bakonyi · Hungría                                                                   |
| Sable por equipos   | Viktor Sidiak Mark Rakita Vladimir Nazlymov Eduard Vinokurov Umiar Mavlijanov URSS       | Jerzy Pawłowski · Józef Nowara · Zygmunt Kawecki · Krzysztof Grzegorek · Janusz Majewski · Polonia | Péter Bakonyi · János Kalmár · Attila Kovács · Tamás Kovács · Miklós Meszéna · Hungría    |

### Femenino
| Evento              | Oro                                                                                  | Plata                                                                                       | Bronce                                                                                      |
| ------------------- | ------------------------------------------------------------------------------------ | ------------------------------------------------------------------------------------------- | ------------------------------------------------------------------------------------------- |
| Florete individual  | Yelena Novikova URSS                                                                 | Ileana Drîmbă Rumania                                                                       | Svetlana Chirkova URSS                                                                      |
| Florete por equipos | Ileana Drîmbă Olga Szabó-Orbán Maria Vicol Ana Ene-Derșidan Suzana Ardeleanu Rumania | Alexandra Zabelina Yelena Novikova Svetlana Chirkova Tatiana Samusenko Galina Gorojova URSS | Katalin Kollanyi · Judit Ágoston · Agnes Simonffy · Mária Szolnoki · Ildikó Rejtő · Hungría |

## Medallero
| Núm. | País    | Oro | Plata | Bronce | Total |
| ---- | ------- | --- | ----- | ------ | ----- |
| 1    | URSS    | 5   | 3     | 1      | 9     |
| 2    | Polonia | 1   | 2     | 1      | 4     |
| 3    | Rumania | 1   | 1     | 1      | 3     |
| 4    | RFA     | 1   | 0     | 0      | 1     |
| 5    | Hungría | 0   | 2     | 3      | 5     |
| 6    | Suecia  | 0   | 0     | 2      | 2     |
|      | TOTAL   | 8   | 8     | 8      | 24    |